# Byctiscidius
Byctiscidius är ett släkte av skalbaggar. Byctiscidius ingår i familjen Rhynchitidae.
Kladogram enligt Catalogue of Life:
| Byctiscidius | \| \| Byctiscidius griseus \| \| \| \| \| \| Byctiscidius insularis \| \| \| \| \| \| Byctiscidius parcus \| \| \| \| \| \| Byctiscidius patruelis \| \| \| \| |
|              | \| \| Byctiscidius griseus \| \| \| \| \| \| Byctiscidius insularis \| \| \| \| \| \| Byctiscidius parcus \| \| \| \| \| \| Byctiscidius patruelis \| \| \| \| |
|              | Byctiscidius griseus |
|              | |
|              | Byctiscidius insularis |
|              | |
|              | Byctiscidius parcus |
|              | |
|              | Byctiscidius patruelis |
|              | |